# اریه کاپلان
اریه کاپلان (عبری: אריה משה אליהו קפלן‎؛ زاده ۲۳ اکتبر ۱۹۳۴ درگذشته ۲۸ ژانویهٔ ۱۹۸۳) یک فیزیک‌دان اهل اسرائیل-ایالات متحده آمریکا بود.